# Мария Анна де Бурбон (1689—1720)
Мария Анна де Бурбон (фр. Marie Anne de Bourbon, 18 апреля 1689, Версаль — 21 марта 1720, Отель Конде) — французская принцесса, первая супруга Людовика IV Бурбона, принца Конде. В браке имела титулы герцогини де Бурбон и принцессы Конде. Была известна как младшая герцогиня, тогда как её свекровь была старшей герцогиней.

## Жизнь
Мария Анна была старшей дочерью Франсуа Луи Конти и Марии Терезы де Бурбон. С самого рождения и до своего замужества она была известна как мадемуазель де Конти. Мария Анна считалась самой привлекательной из двух выживших дочерей в семье.
Она была очень близка со своей бабушкой по материнской линии, Анной Генриеттой Пфальц-Зиммернской. В 1713 году, когда ей было 24 года, она вышла замуж за своего двоюродного брата по материнской линии Луи-Анри, герцога де Бурбон и принца Конде. Они поженились на двойной свадьбе: она вышла за Луи-Анри, а её брат Луи-Арман женился на Луизе-Елизавете, сестре Луи-Анри.
Супруги были женаты семь лет, однако брак остался бездетным. Мария Анна умерла в Париже в 1720 году в возрасте 30 лет. В 1728 году её вдовец женился на гессенской принцессе Каролине Гессен-Рейнфельс-Ротенбургской, сестре королевы Сардинии.